# Rail Baltica
| |         | Planungsstand Dez. 2019                                  |                                                          |
| Betriebs-/Güterbahnhof Streckenanfang (Strecke außer Betrieb)                                                                  | -112    | Güterbahnhof Helsinki                                    | Güterbahnhof Helsinki                                    |
| Tunnelanfang (Strecke außer Betrieb)                                                                                           |         |                                                          |                                                          |
| Bahnhof (Strecke außer Betrieb) (im Tunnel)                                                                                    | -106,53 | Flughafen Helsinki-Vantaa                                | Flughafen Helsinki-Vantaa                                |
| Bahnhof (Strecke außer Betrieb) (im Tunnel)                                                                                    | -93,0   | Helsinki-Pasila                                          | Helsinki-Pasila                                          |
| Bahnhof (Strecke außer Betrieb) (im Tunnel)                                                                                    | -89,3   | Helsinki Hauptbahnhof                                    | Helsinki Hauptbahnhof                                    |
| Tunnelanfang (Strecke außer Betrieb)                                                                                           |         |                                                          |                                                          |
| Strecke (außer Betrieb) (im Tunnel)                                                                                            |         | Helsinki-Tallinn-Tunnel unter dem Finnischen Meerbusen   | Helsinki-Tallinn-Tunnel unter dem Finnischen Meerbusen   |
| Strecke unter Wasserlauf (Strecke außer Betrieb) (im Tunnel)                                                                   |         | finnisch-estnische Grenze                                | finnisch-estnische Grenze                                |
| Tunnelende (Strecke außer Betrieb) · Betriebs-/Güterbahnhof Streckenanfang, Streckenende und Streckenanfang                    |         | Hafengüterbahnhof Muuga                                  | Hafengüterbahnhof Muuga                                  |
| Kreuzung (Strecke geradeaus außer Betrieb) · Abzweig geradeaus, von rechts und Tunnelende                                      |         | vom Hafengüterbahnhof Miiduranna (Breitspur)             | vom Hafengüterbahnhof Miiduranna (Breitspur)             |
| Strecke nach links (außer Betrieb) · Strecke geradeaus und von rechts                                                          |         |                                                          |                                                          |
| Kopfbahnhof Streckenanfang · Strecke                                                                                           |         | Tallinn-Balti jaam (Breitspur)                           | Tallinn-Balti jaam (Breitspur)                           |
| Abzweig geradeaus und von rechts · Strecke                                                                                     |         | vom Güterbahnhof Tallinn (Breitspur)                     | vom Güterbahnhof Tallinn (Breitspur)                     |
| Abzweig geradeaus und nach rechts · Strecke                                                                                    |         | nach Paldiski (Breitspur)                                | nach Paldiski (Breitspur)                                |
| Abzweig geradeaus, nach rechts und von rechts · Strecke                                                                        |         | nach Viljandi (Breitspur)                                | nach Viljandi (Breitspur)                                |
| Strecke |         |                                                          |                                                          |
| Betriebs-/Güterbahnhof Streckenanfang · Strecke                                                                                | 0,00    | Abstellanlage Tallinn                                    | Abstellanlage Tallinn                                    |
| Bahnhof · Strecke | 0,40    | Tallinn-Ülemiste                                         | Tallinn-Ülemiste                                         |
| Strecke geradeaus und nach links · Abzweig geradeaus und nach rechts                                                           |         |                                                          |                                                          |
| Dienststation / Betriebs- oder Güterbahnhof · Strecke                                                                          | 4,43    | Abstellbahnhof Tallinn                                   | Abstellbahnhof Tallinn                                   |
| Abzweig geradeaus und von links                                                                                                |         |                                                          |                                                          |
| Strecke nach links · Abzweig quer und nach links                                                                               |         | nach Narva, Tartu (Breitspur)                            | nach Narva, Tartu (Breitspur)                            |
| |         |                                                          |                                                          |
| Dienststation / Betriebs- oder Güterbahnhof (Strecke außer Betrieb)                                                            | 10,85   | Güterbahnhof Rae                                         | Güterbahnhof Rae                                         |
| Haltepunkt / Haltestelle (Strecke außer Betrieb)                                                                               | 14,57   | Assaku (mind. Notbahnsteig)                              | Assaku (mind. Notbahnsteig)                              |
| Haltepunkt / Haltestelle (Strecke außer Betrieb)                                                                               | 21,18   | Luige                                                    | Luige                                                    |
| Haltepunkt / Haltestelle (Strecke außer Betrieb)                                                                               | 27,17   | Saku                                                     | Saku                                                     |
| Bahnhof (Strecke außer Betrieb)                                                                                                | 34,72   | Kurtna                                                   | Kurtna                                                   |
| Bahnhof (Strecke außer Betrieb)                                                                                                | 39,25   | Kohila                                                   | Kohila                                                   |
| Kreuzung geradeaus oben (Strecke geradeaus außer Betrieb)                                                                      |         | Bahnstrecke nach Viljandi (Breitspur)                    | Bahnstrecke nach Viljandi (Breitspur)                    |
| Bahnhof (Strecke außer Betrieb)                                                                                                | 61,72   | Rapla                                                    | Rapla                                                    |
| Bahnhof (Strecke außer Betrieb)                                                                                                | 84,66   | Järvakandi                                               | Järvakandi                                               |
| Haltepunkt / Haltestelle (Strecke außer Betrieb)                                                                               | 93,52   | Kaisma                                                   | Kaisma                                                   |
| Haltepunkt / Haltestelle (Strecke außer Betrieb)                                                                               | 111,06  | Tootsi                                                   | Tootsi                                                   |
| Haltepunkt / Haltestelle (Strecke außer Betrieb)                                                                               | 127,11  | Kilksama                                                 | Kilksama                                                 |
| Strecke quer |         | Bahnstrecke von Lelle (Breitspur)                        | Bahnstrecke von Lelle (Breitspur)                        |
| Dienststation / Betriebs- oder Güterbahnhof                                                                                    | 135,36  | Güterbahnhof Pärnu                                       | Güterbahnhof Pärnu                                       |
| Brücke über Wasserlauf |         | Pärnu (Fluss)                                            | Pärnu (Fluss)                                            |
| Bahnhof Strecke ab hier außer Betrieb                                                                                          | 139,44  | Pärnu                                                    | Pärnu                                                    |
| Strecke nach links · Strecke quer und von rechts (außer Betrieb)                                                               |         | Bahnstrecke Pärnu-Mõisaküla (Breitspur)                  | Bahnstrecke Pärnu-Mõisaküla (Breitspur)                  |
| Haltepunkt / Haltestelle (Strecke außer Betrieb)                                                                               | 156,36  | Surja                                                    | Surja                                                    |
| Bahnhof (Strecke außer Betrieb)                                                                                                | 175,56  | Häädemeeste                                              | Häädemeeste                                              |
| Grenze (Strecke außer Betrieb)                                                                                                 |         | Estnisch-lettische Grenze                                | Estnisch-lettische Grenze                                |
| Bahnhof (Strecke außer Betrieb)                                                                                                | 213,01  | Salacgrīva                                               | Salacgrīva                                               |
| Überleitstelle / Spurwechsel (Strecke außer Betrieb)                                                                           | 237,96  | Überholstelle Tuja                                       | Überholstelle Tuja                                       |
| Kopfbahnhof Streckenanfang · Bahnhof (Strecke außer Betrieb)                                                                   | 262,86  | Skulte                                                   | Skulte                                                   |
| Abzweig ehemals geradeaus und nach rechts · Strecke (außer Betrieb)                                                            |         | Bahnstrecke nach Rīga (Breitspur)                        | Bahnstrecke nach Rīga (Breitspur)                        |
| Abzweig geradeaus und von links (Strecke außer Betrieb) · Abzweig geradeaus und nach rechts (Strecke außer Betrieb)            |         |                                                          |                                                          |
| Betriebs-/Güterbahnhof Streckenende (Strecke außer Betrieb) · Strecke (außer Betrieb)                                          |         | Güterbahnhof Skulte                                      | Güterbahnhof Skulte                                      |
| Dienststation / Betriebs- oder Güterbahnhof (Strecke außer Betrieb)                                                            | 287,36  | Militärbahnhof und Überholstelle Ādaži                   | Militärbahnhof und Überholstelle Ādaži                   |
| Brücke über Wasserlauf (Strecke außer Betrieb)                                                                                 |         | Gauja                                                    | Gauja                                                    |
| Strecke nach halbrechts (außer Betrieb)                                                                                        |         |                                                          |                                                          |
| Strecke von halblinks (außer Betrieb)                                                                                          |         |                                                          |                                                          |
| Haltepunkt / Haltestelle (Strecke außer Betrieb)                                                                               | 295,86  | Vangaži                                                  | Vangaži                                                  |
| Kreuzung geradeaus oben (Strecke geradeaus außer Betrieb)                                                                      |         | Bahnstrecke Rīga–Valga–Tartu (Breitspur)                 | Bahnstrecke Rīga–Valga–Tartu (Breitspur)                 |
| Abzweig geradeaus und von links (Strecke außer Betrieb) · Betriebs-/Güterbahnhof Streckenende und quer (Strecke außer Betrieb) |         | Bahnwerkstatt Vangaži                                    | Bahnwerkstatt Vangaži                                    |
| Überleitstelle / Spurwechsel (Strecke außer Betrieb)                                                                           | 297,63  | Überholstelle Vangaži                                    | Überholstelle Vangaži                                    |
| Abzweig geradeaus, nach links und von links (Strecke außer Betrieb) · Strecke von rechts (außer Betrieb)                       | 316,7   | Dreiecksabzweig Upeslejas                                | Dreiecksabzweig Upeslejas                                |
| Haltepunkt / Haltestelle (Strecke außer Betrieb) · Strecke (außer Betrieb)                                                     | 321,70  | Saurieši                                                 | Saurieši                                                 |
| Bahnhof (Strecke außer Betrieb) · Strecke (außer Betrieb)                                                                      | 325,40  | Acone                                                    | Acone                                                    |
| Strecke (außer Betrieb) |         |                                                          |                                                          |
| Dienststation / Betriebs- oder Güterbahnhof · Strecke (außer Betrieb)                                                          |         | Abstellbahnhof Acone                                     | Abstellbahnhof Acone                                     |
| Dienststation / Betriebs- oder Güterbahnhof (Strecke außer Betrieb)                                                            | 6,92    | Güterbahnhof Salaspils                                   | Güterbahnhof Salaspils                                   |
| Kreuzung geradeaus oben (Strecke geradeaus außer Betrieb)                                                                      |         | Bahnstrecke Rīga–Daugavpils (Breitspur)                  | Bahnstrecke Rīga–Daugavpils (Breitspur)                  |
| Strecke · Haltepunkt / Haltestelle (Strecke außer Betrieb)                                                                     |         | Salaspils (mind. Notbahnsteig)                           | Salaspils (mind. Notbahnsteig)                           |
| Haltepunkt / Haltestelle · Strecke (außer Betrieb)                                                                             | 333,55  | Slāvu tilts                                              | Slāvu tilts                                              |
| Strecke geradeaus und nach rechts · Strecke (außer Betrieb)                                                                    |         | Bahnstrecken nach Valga, Skulte (Breitspur)              | Bahnstrecken nach Valga, Skulte (Breitspur)              |
| Strecke · Strecke (außer Betrieb)                                                                                              |         | Vagonu parks                                             | Vagonu parks                                             |
| Strecke geradeaus und von rechts · Strecke (außer Betrieb)                                                                     |         | Bahnstrecken nach Valga, Skulte (Breitspur)              | Bahnstrecken nach Valga, Skulte (Breitspur)              |
| Bahnhof · Strecke (außer Betrieb)                                                                                              | 338,06  | Rīga Pasažieru                                           | Rīga Pasažieru                                           |
| Brücke über Wasserlauf · Brücke über Wasserlauf (Strecke außer Betrieb)                                                        |         | Rigaer Eisenbahnbrücke über die Daugava                  | Rigaer Eisenbahnbrücke über die Daugava                  |
| Bahnhof · Strecke (außer Betrieb)                                                                                              | 340,05  | Riga Torņakalns                                          | Riga Torņakalns                                          |
| Strecke geradeaus und nach links · Strecke (außer Betrieb)                                                                     |         | Bahnstrecke Riga–Jelgava (Breitspur)                     | Bahnstrecke Riga–Jelgava (Breitspur)                     |
| Strecke · Strecke (außer Betrieb)                                                                                              |         | Riga Zasulauks                                           | Riga Zasulauks                                           |
| Strecke geradeaus und nach rechts · Strecke (außer Betrieb)                                                                    |         | Bahnstrecke zur Daugavmündung (Breitspur)                | Bahnstrecke zur Daugavmündung (Breitspur)                |
| Strecke · Strecke (außer Betrieb)                                                                                              |         | Depo                                                     | Depo                                                     |
| Strecke · Strecke (außer Betrieb)                                                                                              |         | Riga Zolitūde                                            | Riga Zolitūde                                            |
| Bahnhof · Strecke (außer Betrieb)                                                                                              | 345,70  | Riga Imanta                                              | Riga Imanta                                              |
| Strecke nach rechts · Strecke (außer Betrieb)                                                                                  |         | Bahnstrecke nach Jūrmala, Tukums (Breitspur)             | Bahnstrecke nach Jūrmala, Tukums (Breitspur)             |
| Strecke · Strecke (außer Betrieb)                                                                                              |         |                                                          |                                                          |
| Strecke Tunnelanfang · Strecke (außer Betrieb)                                                                                 |         | Güterbahnhof Rīga-Flughafen                              | Güterbahnhof Rīga-Flughafen                              |
| Strecke (außer Betrieb) |         |                                                          |                                                          |
| Bahnhof (Strecke außer Betrieb) · Strecke (außer Betrieb)                                                                      | 350,85  | Flughafen Rīga                                           | Flughafen Rīga                                           |
| Bahnhof (Strecke außer Betrieb) · Strecke (außer Betrieb)                                                                      | 356,90  | Jaunmārupe                                               | Jaunmārupe                                               |
| Haltepunkt / Haltestelle (Strecke außer Betrieb) · Strecke (außer Betrieb)                                                     | 362,80  | Olaine                                                   | Olaine                                                   |
| Kreuzung (Strecke geradeaus außer Betrieb) · Strecke (außer Betrieb)                                                           |         | Bahnstrecke Riga–Jelgava (Breitspur)                     | Bahnstrecke Riga–Jelgava (Breitspur)                     |
| Haltepunkt / Haltestelle (Strecke außer Betrieb) · Strecke (außer Betrieb)                                                     | 370,70  | Ķekava                                                   | Ķekava                                                   |
| Strecke (außer Betrieb) · Haltepunkt / Haltestelle (Strecke außer Betrieb)                                                     |         | Baldone                                                  | Baldone                                                  |
| Abzweig geradeaus, nach links und von links (Strecke außer Betrieb) · Strecke nach rechts (außer Betrieb)                      | 388,10  | Dreiecksabzweig Misa                                     | Dreiecksabzweig Misa                                     |
| Kreuzung geradeaus oben (Strecke geradeaus außer Betrieb)                                                                      |         | Bahnstrecke von Jelgava nach Krustpils (Breitspur)       | Bahnstrecke von Jelgava nach Krustpils (Breitspur)       |
| Bahnhof (Strecke außer Betrieb)                                                                                                | 401,12  | Iecava                                                   | Iecava                                                   |
| Bahnhof (Strecke außer Betrieb)                                                                                                | 423,52  | Bauska                                                   | Bauska                                                   |
| Grenze (Strecke außer Betrieb)                                                                                                 | 436,04  | Lettisch-litauische Grenze                               | Lettisch-litauische Grenze                               |
| Überleitstelle / Spurwechsel (Strecke außer Betrieb)                                                                           | 446,79  | Überholstelle Vaškai                                     | Überholstelle Vaškai                                     |
| Bahnhof (Strecke außer Betrieb)                                                                                                | 469,74  | Joniškėlis                                               | Joniškėlis                                               |
| Dienststation / Betriebs- oder Güterbahnhof (Strecke außer Betrieb)                                                            |         | Güterbahnhof/Abstellanlage Panevėžys                     | Güterbahnhof/Abstellanlage Panevėžys                     |
| ehemaliger Turmbahnhof geradeaus oben (Strecke geradeaus außer Betrieb)                                                        | 499,74  | Panevėžys Bahnstrecke Radviliškis–Daugavpils (Breitspur) | Panevėžys Bahnstrecke Radviliškis–Daugavpils (Breitspur) |
| Überleitstelle / Spurwechsel (Strecke außer Betrieb)                                                                           | 519,19  | Überholstelle Uliūnai                                    | Überholstelle Uliūnai                                    |
| Haltepunkt / Haltestelle (Strecke außer Betrieb)                                                                               | 531,49  | Ramygala                                                 | Ramygala                                                 |
| Überleitstelle / Spurwechsel (Strecke außer Betrieb)                                                                           | 538,49  | Überholstelle Anciškis                                   | Überholstelle Anciškis                                   |
| Bahnhof (Strecke außer Betrieb)                                                                                                | 560,49  | Pasraučiai (Kėdainiai)                                   | Pasraučiai (Kėdainiai)                                   |
| Dienststation / Betriebs- oder Güterbahnhof (Strecke außer Betrieb)                                                            |         | Güterbahnhof Ručiūnai                                    | Güterbahnhof Ručiūnai                                    |
| Kreuzung geradeaus oben (Strecke geradeaus außer Betrieb)                                                                      |         | Bahnstrecke Vilnius–Klaipėda (Breitspur)                 | Bahnstrecke Vilnius–Klaipėda (Breitspur)                 |
| Haltepunkt / Haltestelle (Strecke außer Betrieb)                                                                               | 575,49  | Ručiūnai                                                 | Ručiūnai                                                 |
| Bahnhof (Strecke außer Betrieb)                                                                                                | 582,49  | Jonava                                                   | Jonava                                                   |
| Brücke über Wasserlauf (Strecke außer Betrieb)                                                                                 | 582,99  | Neris                                                    | Neris                                                    |
| Strecke (außer Betrieb) · Strecke von links                                                                                    |         | Bahnstrecke nach Gaižiūnai (Breitspur)                   | Bahnstrecke nach Gaižiūnai (Breitspur)                   |
| Abzweig geradeaus, nach links und von links (Strecke außer Betrieb) · Kreuzung geradeaus unten (Querstrecke außer Betrieb)     |         | Bahnstrecke nach Vilnius (siehe unten)                   | Bahnstrecke nach Vilnius (siehe unten)                   |
| Bahnhof (Strecke außer Betrieb) · Strecke                                                                                      |         | Flughafen Kaunas                                         | Flughafen Kaunas                                         |
| Strecke (außer Betrieb) · Abzweig geradeaus und von links                                                                      |         | Bahnstrecke nach Vilnius (Breitspur)                     | Bahnstrecke nach Vilnius (Breitspur)                     |
| Bahnhof (Strecke außer Betrieb) · Bahnhof                                                                                      | 604,49  | Kaunas-Palemonas (Beginn Normal/Breit Doppeltrasse)      | Kaunas-Palemonas (Beginn Normal/Breit Doppeltrasse)      |
| Abzweig geradeaus und nach links (Strecke außer Betrieb) · Strecke von rechts und von halblinks                                |         |                                                          |                                                          |
| Abzweig ehemals geradeaus und von links · Strecke geradeaus und nach rechts                                                    |         |                                                          |                                                          |
| Tunnel · Strecke |         | (Tunnel mit Vierschienengleis)                           | (Tunnel mit Vierschienengleis)                           |
| Bahnhof · Strecke | 614,11  | Kaunas                                                   | Kaunas                                                   |
| Brücke über Wasserlauf · Brücke über Wasserlauf                                                                                |         | Memel                                                    | Memel                                                    |
| Abzweig geradeaus und ehemals nach links · Abzweig geradeaus und von rechts                                                    |         |                                                          |                                                          |
| Abzweig geradeaus und von links                                                                                                |         |                                                          |                                                          |
| Überleitstelle / Spurwechsel (Strecke außer Betrieb)                                                                           | 629,78  | Überholstelle Juragiai                                   | Überholstelle Juragiai                                   |
| Bahnhof · Strecke (außer Betrieb)                                                                                              |         | Kazlų Rūda                                               | Kazlų Rūda                                               |
| Überleitstelle / Spurwechsel (Strecke außer Betrieb)                                                                           | 650,28  | Überholstelle Ąžuolų Būda                                | Überholstelle Ąžuolų Būda                                |
| Abzweig geradeaus und nach rechts (Strecke außer Betrieb)                                                                      |         |                                                          |                                                          |
| Strecke · Dienststation / Betriebs- oder Güterbahnhof (Strecke außer Betrieb)                                                  | 672,78  | Überholstelle und Güterbahnhof Marijampolė               | Überholstelle und Güterbahnhof Marijampolė               |
| Bahnhof · Strecke (außer Betrieb)                                                                                              |         | Marijampolė                                              | Marijampolė                                              |
| Strecke · Haltepunkt / Haltestelle (Strecke außer Betrieb)                                                                     |         | Marijampolė                                              | Marijampolė                                              |
| Abzweig geradeaus und von rechts (Strecke außer Betrieb)                                                                       |         |                                                          |                                                          |
| Strecke nach halblinks (im Tunnel) · Strecke nach halbrechts (außer Betrieb)                                                   |         |                                                          |                                                          |
| Strecke von halblinks (außer Betrieb) · Strecke von halbrechts und Tunnelende                                                  |         |                                                          |                                                          |
| Überleitstelle / Spurwechsel (Strecke außer Betrieb)                                                                           | 692,78  | Überholstelle                                            | Überholstelle                                            |
| Strecke (außer Betrieb) · Bahnhof                                                                                              |         | Šeštokai (Beginn Vierschienengleis)                      | Šeštokai (Beginn Vierschienengleis)                      |
| Strecke (außer Betrieb) · Dienststation / Betriebs- oder Güterbahnhof                                                          |         | Güterbahnhof Mockava (Ende Breitspur-Gleis)              | Güterbahnhof Mockava (Ende Breitspur-Gleis)              |
| Strecke nach links (außer Betrieb) · Abzweig geradeaus und ehemals von rechts                                                  |         |                                                          |                                                          |
| Grenze | 707,94  | Litauisch-polnische Grenze                               | Litauisch-polnische Grenze                               |
| Bahnhof | 711,37  | Trakiszki                                                | Trakiszki                                                |
| |         | Bahnstrecke Suwałki–Mockava                              |                                                          |
| Abzweig ehemals geradeaus und nach rechts                                                                                      |         | zum Kopfbahnhof Suwałki                                  | zum Kopfbahnhof Suwałki                                  |
| Bahnhof (Strecke außer Betrieb)                                                                                                | ~736    | Suwałki                                                  | Suwałki                                                  |
| Abzweig ehemals geradeaus und von rechts                                                                                       |         | zum Kopfbahnhof Suwałki                                  | zum Kopfbahnhof Suwałki                                  |
| |         | Bahnstrecke Olecko–Suwałki                               |                                                          |
| Bahnhof | ~770    | Olecko                                                   | Olecko                                                   |
| |         | Bahnstrecke Ełk–Tschernjachowsk                          |                                                          |
| Bahnhof | ~800    | Ełk                                                      | Ełk                                                      |
| |         | Bahnstrecke Głomno–Białystok                             |                                                          |
| Bahnhof | ~900    | Białystok                                                | Białystok                                                |
| |         | Petersburg-Warschauer Eisenbahn                          |                                                          |
| Bahnhof | ~1080   | Warszawa Centralna                                       | Warszawa Centralna                                       |
| |         | Richtung Poznań und Berlin                               |                                                          |

| Strecke |       | Bahnstrecke nach Minsk, Daugavpils (Breitspur)        | Bahnstrecke nach Minsk, Daugavpils (Breitspur)        |
| Bahnhof Streckenende und Streckenanfang                                                                            | 99,46 | Vilnius (links: Breitspur, rechts: Normalspur)        | Vilnius (links: Breitspur, rechts: Normalspur)        |
| Strecke geradeaus und nach links · Strecke von rechts (außer Betrieb)                                              |       |                                                       |                                                       |
| Abzweig geradeaus und nach links · Abzweig ehemals geradeaus und von rechts                                        |       | (Beginn Vierschienengleis)                            | (Beginn Vierschienengleis)                            |
| Strecke · Bahnhof                                                                                                  |       | Flughafen Vilnius (Ende Normalspurgleis)              | Flughafen Vilnius (Ende Normalspurgleis)              |
| Abzweig geradeaus, nach links und von links                                                                        |       | Bahnstrecke nach Baranawitschy (Breit)                | Bahnstrecke nach Baranawitschy (Breit)                |
| Strecke |       | Paneriai                                              | Paneriai                                              |
| Strecke geradeaus und von links                                                                                    |       |                                                       |                                                       |
| Abzweig geradeaus, von links und Tunnelende · Betriebs-/Güterbahnhof Streckenende und quer (Strecke außer Betrieb) |       | Abstellbahnhof Vaidotų                                | Abstellbahnhof Vaidotų                                |
| Strecke |       | Vokė                                                  | Vokė                                                  |
| Bahnhof | 92,96 | Lentvaris                                             | Lentvaris                                             |
| Strecke geradeaus und nach links                                                                                   |       | Bahnstrecke nach Trakai, Marcinkonys (Breitspur)      | Bahnstrecke nach Trakai, Marcinkonys (Breitspur)      |
| Strecke |       | Kariotiškės                                           | Kariotiškės                                           |
| Strecke |       | Rykantai                                              | Rykantai                                              |
| Strecke |       | Lazdėnai                                              | Lazdėnai                                              |
| Strecke |       | Baltamiškis                                           | Baltamiškis                                           |
| Bahnhof | 68,06 | Vievis                                                | Vievis                                                |
| Strecke |       | Kaugonys                                              | Kaugonys                                              |
| Dienststation / Betriebs- oder Güterbahnhof                                                                        | 24,96 | Žasliai nur Überholstelle für Rail Baltica            | Žasliai nur Überholstelle für Rail Baltica            |
| Abzweig geradeaus, nach links und nach links · Strecke von rechts                                                  |       |                                                       |                                                       |
| Strecke · Bahnhof                                                                                                  | 33,96 | Kaišiadorys                                           | Kaišiadorys                                           |
| Strecke nach links · Abzweig geradeaus und von rechts                                                              |       |                                                       |                                                       |
| Strecke quer · Strecke geradeaus und nach rechts                                                                   |       | Bahnstrecke nach Radviliškis (Breitspur)              | Bahnstrecke nach Radviliškis (Breitspur)              |
| |       | Bahnstrecke nach Kaunas (Breitspur)                   |                                                       |
| Strecke quer · Kreuzung geradeaus oben (Strecke geradeaus außer Betrieb)                                           |       | Bahnstrecke Gaižiūnai–Kaunas (Breitspur)              | Bahnstrecke Gaižiūnai–Kaunas (Breitspur)              |
| Strecke quer (außer Betrieb) · Abzweig quer, nach links und nach rechts (Strecke außer Betrieb)                    |       | Rail-Baltica Hauptstrecke Tallinn–Kaunas (siehe oben) | Rail-Baltica Hauptstrecke Tallinn–Kaunas (siehe oben) |

Die Rail Baltica ist eine im Bau befindliche Hochgeschwindigkeits-Eisenbahnverbindung, die von Tallinn über Riga und Kaunas nach Warschau  führen und das Baltikum an das europäische Bahnnetz mit Normalspur anbinden soll. Ein Anschluss nach Helsinki besteht durch Fähre. Daran beteiligt sind die EU-Mitgliedsländer Polen, Litauen, Lettland, Estland und Finnland. Rail Baltica ist das prioritäre Projekt der Transeuropäischen Netze V 27. Die Eröffnung in Teilen ist für 2028 angesetzt, die vollständige Inbetriebnahme soll 2030 erfolgen.

## Technische Parameter
In den baltischen Staaten war bisher die russischer Breitspur von 1520 mm üblich. Die Strecke wird abweichend davon in der in Mitteleuropa üblichen Normalspur von 1435 mm ausgeführt. Die Radsatzlast beträgt 25 t. Güterzüge mit einer maximalen Länge von 1050 m sollen hier verkehren. Die Strecke wird durchgehend elektrifiziert. Die Gesamtlänge zwischen Tallinn und der litauisch-polnischen Grenze wird 870 km betragen, davon 213 km in Estland, 265 km in Lettland und 392 km in Litauen. Die angestrebte Geschwindigkeit beträgt 249 km/h, auf den anschließenden Ausbauabschnitten in Polen 160 km/h. Betreiber der Eisenbahninfrastruktur sollen die jeweils national dafür zuständigen Stellen sein.

## Geschichte

### Vorgeschichte und Planungen
Das Projekt wurde seit Anfang der 1990er Jahre auf paneuropäischen Verkehrskonferenzen diskutiert und 1994 erstmals in dem Strategiepapier „Vision and Strategies around the Baltic Sea 2010“ beschrieben. Beschlossen wurde der Bau der Verbindung 2001 in Wismar, die Fertigstellung war damals für 2015 geplant. Nachdem Estland, Lettland und Litauen 2004 EU-Mitglieder geworden waren, wurde die Eisenbahnstrecke Rail Baltica von der Europäischen Union als „vorrangiges Projekt Nr. 27“ gelistet.
Mehrere Faktoren hinderten einen schnellen Fortschritt: Da der geplante Trassenverlauf keinen Umweg über die litauische Hauptstadt Vilnius vorsah, stand die litauische Regierung dem Projekt zunächst zögerlich gegenüber, die Weltfinanzkrise 2007–2008 und damit verbundene Haushaltsprobleme erschwerten die Finanzplanung. 2010 wurde die Kooperation zwischen Polen, Litauen, Lettland, Estland und Finnland erneuert und die Beteiligten gingen von einer Fertigstellung 2020 aus. 2012 wurde ein Baubeginn für 2018 und die Fertigstellung für 2023 angestrebt.
Im Juni 2014 unterzeichneten die drei baltischen Staaten ein Abkommen zum Bau der Strecke. Im gleichen Jahr gründeten die drei baltischen Länder das Gemeinschaftsunternehmen RB Rail, das die Projektdurchführung koordiniert. Das Abkommen über die Beschaffungsrichtlinien konnte im November 2016 unterzeichnet werden.
Am 31. Januar 2017 unterzeichneten die Regierungschefs Estlands, Lettlands und Litauens eine Vereinbarung über die Umsetzung, die von den Parlamenten der drei Staaten ratifiziert werden musste. Darin wurden die Fristen, der Verlauf der Trasse und die technischen Standards festgelegt. Vorgesehen war, 2018 oder 2019 mit den Bauarbeiten zu beginnen. Die Fertigstellung des Abschnitts Tallinn–Riga–Kaunas wurde für 2025 angekündigt, die Verbindung nach Warschau für 2030. Donald Tusk als damaliger Ratspräsident der EU sagte bei dieser Gelegenheit Unterstützung zu. Am 19. Juni 2017 ratifizierte der estnische Riigikogu, am 22. Juni die lettische Saeima und am 10. Oktober des gleichen Jahres der litauische Seimas die Vereinbarung.

### Bau
2019 wurde der erste Planungsvertrag unterzeichnet, die Bauarbeiten kamen aber erst 2024 in Gang. Es handelte sich um etwa 150 km Strecke, davon 21 km in Estland und 29 km in Litauen. Am 21. Mai 2024 wurde der Bau des 230 km langen Abschnitts in Lettland mit einem Festakt begonnen.
Mittlerweile wurde das Projekt in zwei Ausbaustufen gegliedert. Die erste Ausbaustufe umfasst die minimale Ausstattung, um die Strecke überhaupt nutzen zu können. Dies bedeutet voraussichtlich bei insgesamt zweigleisig ausgelegtem Planum streckenweise zunächst eingleisigen Betrieb, eine vereinfachte Anbindung des Flughafens Riga und wohl auch die Rückstellung der Anbindung von Vilnius. Die zweite Stufe ist dann der Vollausbau, der zusätzlich 8,5 Mrd. kosten soll. Die erste Ausbaustufe soll – so die Schätzung 2024 – 2030 in Betrieb gehen.

### Kosten
Frühe Studien gingen von 3,68 Milliarden Euro aus. Die Kosten wurden 2017 auf 5,79 Mrd. Euro geschätzt, wovon die Europäische Union 85 Prozent, also 4,634 Mrd. Euro tragen sollte.
2024 wurde allein für die erste Stufe mit Kosten in Höhe von 15,3 Milliarden Euro gerechnet, was etwa 26 Mio. Euro pro Kilometer entspricht. Etwa ein Drittel dieser Kostensteigerung geht auf eine Ausweitung des Projektumfangs zurück, etwas mehr als die Hälfte auf „genauere Kostenschätzungen“. Das lässt den Schluss zu, dass, um das Projekt durchzusetzen, anfänglich zu niedrige Kosten angesetzt worden waren. Die Kosten für den Vollausbau nach 2030 werden auf 23,8 Milliarden Euro beziffert, was eine Vervierfachung der ursprünglichen Kosten bedeutet. Gleichwohl kommt eine aktualisierte Kosten-Nutzen-Analyse zu dem Schluss, dass das Projekt weiterhin gerechtfertigt sei.

## Verlauf

### Anbindung von Finnland
Ein Tunnel unter dem Finnischen Meerbusen zwischen Helsinki und Tallinn würde zusätzlich 13 Milliarden Euro kosten. Die maximale Breite des Finnischen Meerbusens beträgt 130 Kilometer. Die durchschnittliche Tiefe beträgt 38 und die maximale Tiefe 115 Meter. Die Länge des Tunnels würde von der Trasse abhängen. Bei der kürzesten Entfernung würde er eine Länge von etwa 50 km haben und wäre damit der längste Unterwassertunnel der Welt.
Am 7. März 2019 wurde bekannt, dass die chinesische Beteiligungsgesellschaft Touchstone Capital Partners und die Tunnelbaugesellschaft FinEst Bay Area Development unter der Leitung von Peter Vesterbacka bereit sind, im Rahmen der Belt-and-Road-Infrastrukturinitiative (Neue Seidenstraße) rund 15 Milliarden Euro in das Bauprojekt zu investieren. 2019 fanden noch geologische Vorplanungen statt. Die Regierungen von Finland und Estland verlautbarten jedoch, dass ein solches Projekt nur unter einer Vereinbarung der beiden Staaten verwirklicht werden kann. Die politische Entscheidung zum Bau dieses Tunnels steht noch aus.

### Estland

#### Strecke
Die Arbeiten der Rail Baltica begannen offiziell im November 2019.
Der nordöstlich von Tallinn gelegene Hafen Muuga bei Maardu markiert das vorläufige nördliche Ende der Rail Baltica und soll zu einem Umschlagplatz zwischen See-, Straßen- und Schienenverkehr mit Eisenbahnanschluss beider Spurweiten umgebaut werden.
Im Januar 2024 wurden die Arbeiten für den Abschnitt Soodevahe (östlich von Tallinn)–Kärpla ausgeschrieben. Sie umfassen eine Strecke von 52,6 km und ein Volumen von 400 Mio. Euro.

#### Tallinn Ülemiste / Linda

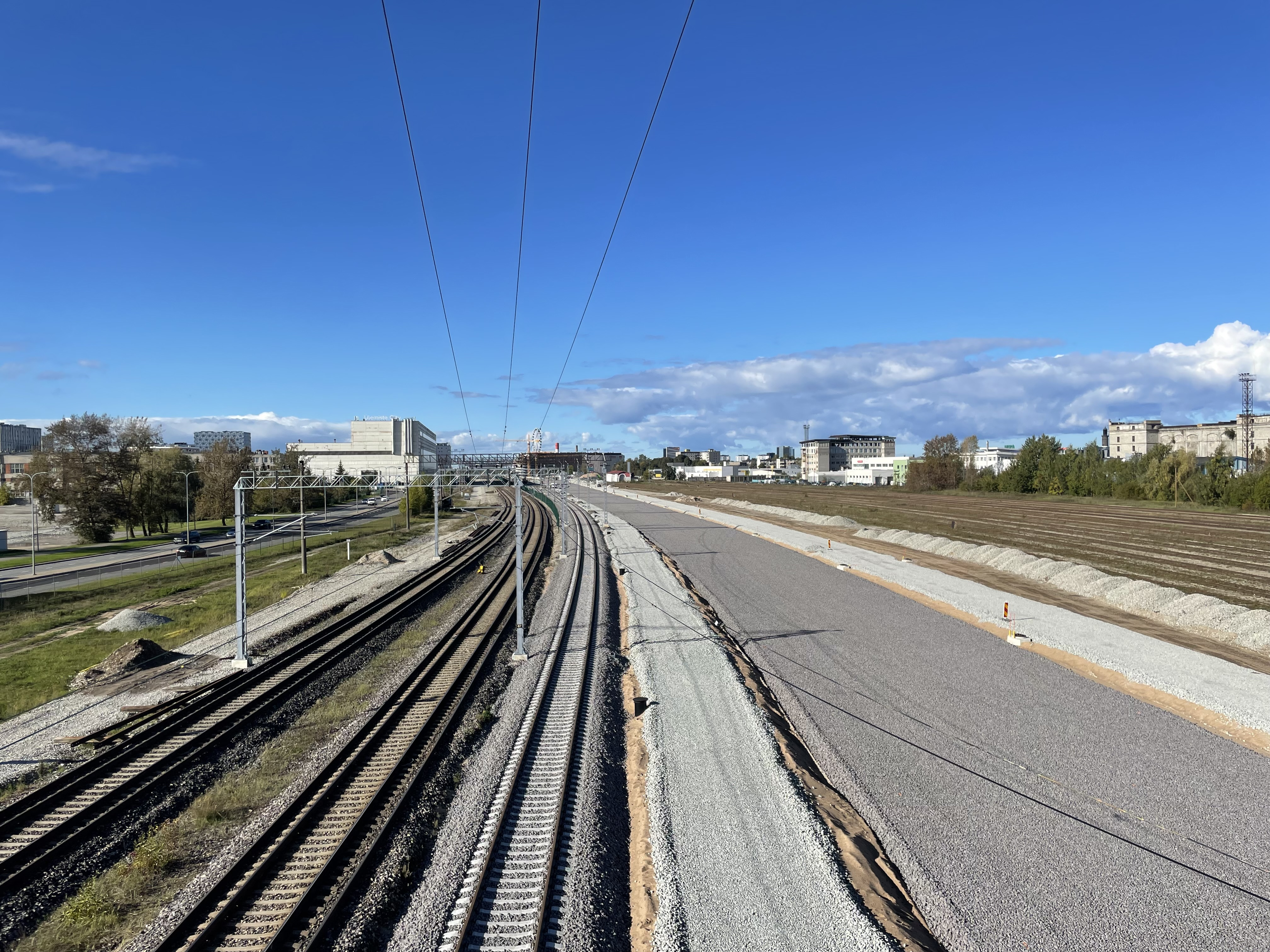
Bau der Rail-Baltica-Strecke nahe der Endstation Ülemiste in Tallinn

Die Rail Baltica erhält in Tallinn einen eigenen, neuen Personenbahnhof. Bereits seit Herbst 2023 fanden Tiefbauarbeiten statt, die Grundsteinlegung war dann am 29. Mai 2024. Das Auftragsvolumen beträgt 45 Mio. Euro. Die Architektur stammt aus dem Büro von Zaha Hadid. Nach einem Namenswettbewerb soll der Bahnhof „Linda“ genannt werden. Der Bahnhof erhält Straßenbahnanschluss sowohl in die Innenstadt (etwa 3,5 km entfernt) als auch zum Flughafen (etwa 1 km entfernt).

### Lettland

#### Hauptstrecke
Ein von 2014 bis 2016 erarbeiteter erster Entwurf zur Streckenführung blieb folgenlos. 2020 wurden die Aufträge für die Entwurfsarbeiten für die lettischen Streckenabschnitte erneut vergeben. Die Entwürfe sollten bis Ende 2022 vorliegen.
Für den Güterverkehr soll im Bereich von Salaspils, südöstlich von Riga, ein Güterbahnhof entstehen. Der Planungsauftrag dafür wurde am 16. Juni 2022 an eine Projektgruppe aus mehreren Firmen (Joint venture) vergeben. Der Güterbahnhof wird eine Schnittstelle im Güterverkehr zwischen der Normalspur und der Breitspur sein.

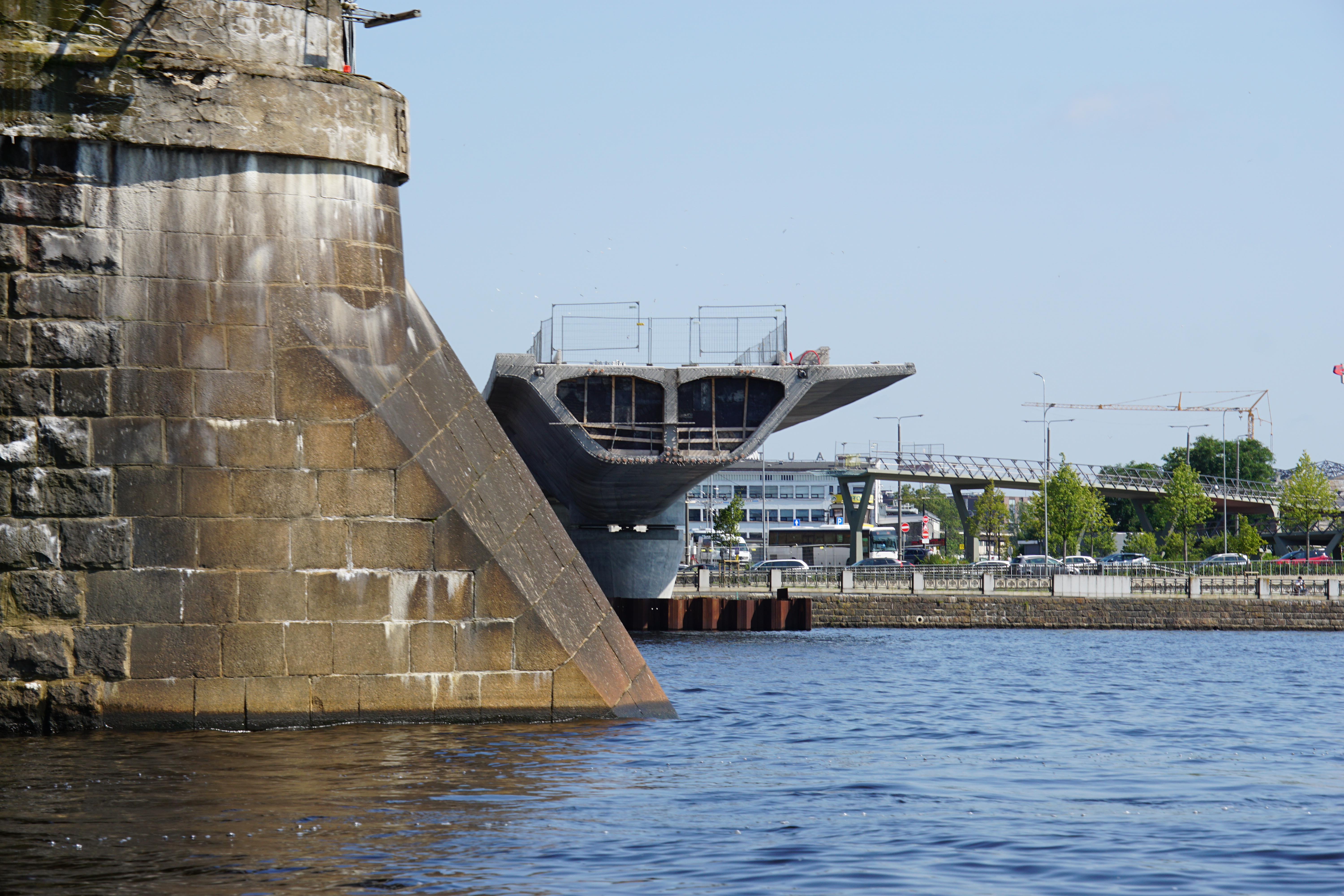
Bau der Eisenbahnbrücke über die Daugava in Riga

Am 24. März 2024 erklärte der lettische Verkehrsminister Kaspars Briškens, dass der Abschnitt nördlich des Hauptbahnhofes von Riga zwischen Kilometer 321,7 (Saurieši) und Kilometer 338,06 (Hauptbahnhof Riga) bis 2030 nicht fertiggestellt werden kann. Außerdem fehlten rund 3 Milliarden Euro. Die lettische Premierministerin Evika Siliņa kündigte am 24. Juni 2024 an, nach Lösungen zu suchen, um bis 2030 auch die nördliche Anbindung von Riga sicherzustellen.
Für die Rail Baltica wird der Hauptbahnhof Riga (Rīgas dzelzceļa stacija) von Grund auf umgebaut. Die Arbeiten begannen 2022. Daneben soll auch eine Umgehungsbahn entstehen.
In Lettland sind 16 Stationen nur für den Regionalverkehr vorgesehen. Zusätzliche Züge von einem Betreiber, der nicht notwendigerweise Teil des Projekts Rail Baltica sein muss, sollen die Hochgeschwindigkeitsstrecke nutzen und die regionale Anbindung an den Bahnverkehr verbessern.

#### Flughafenanbindung Riga
Ein zweiter Fernbahnhof soll in Riga am Flughafen entstehen, der über eine beidseitig an die Hauptstrecke angebundene Stichstrecke erschlossen wird. Auch das wird voraussichtlich 2030 nur provisorisch möglich sein, so dass Züge aus südlicher Richtung vom und zum Flughafen in den Hauptbahnhof einfahren und dort die Fahrtrichtung wechseln müssen, um zum Flughafen weiterfahren zu können.

### Litauen

#### Vorstufen

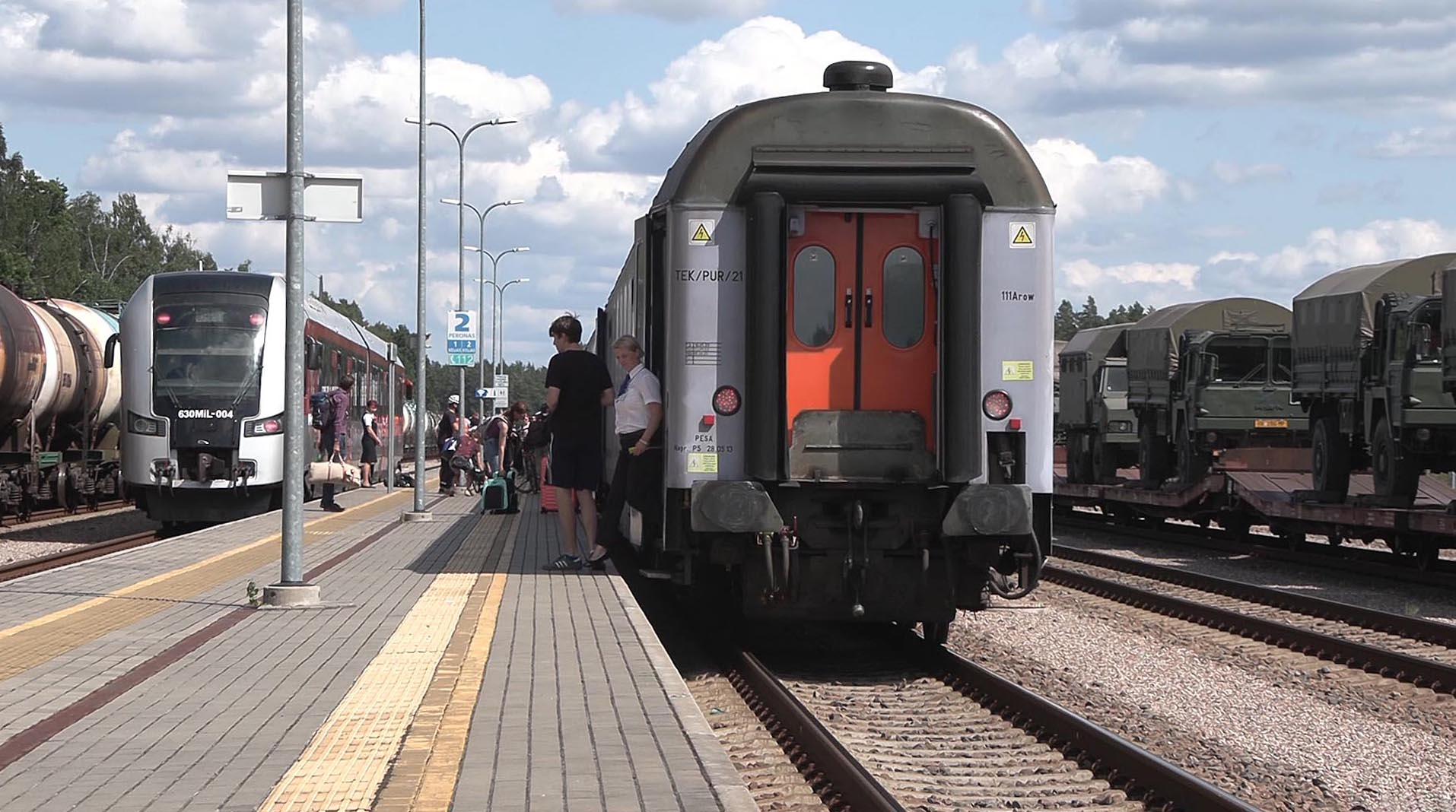
Fahrgäste der Verbindung Białystok–Kaunas müssen in Mockava den Zug wechseln, Juli 2023

Im Juli 2011 wurde ein Ausbau mit Vierschienengleis des 15 km langen Teilstückes zwischen Šeštokai und Mockava fertiggestellt. Im Juli 2013 unterzeichnete die staatliche litauische Eisenbahngesellschaft einen Vertrag über den Umbau des Abschnitts von Marijampolė nach Šestokai auf Normalspur. Der Umbau des 28 km langen Abschnittes sollte 19 Monate dauern und 217 Millionen Euro kosten.
Der Abschnitt von Kaunas bis zur polnischen Grenze wurde am 16. Oktober 2015 eingeweiht und abschnittsweise als Vierschienengleis ausgeführt. Diese Strecke ist allerdings nur für eine Höchstgeschwindigkeit von 120 km/h ausgelegt. Im Juni 2016 wurde an Wochenenden eine direkte Zugverbindungen zwischen Kaunas und Białystok eingeführt. Seit Dezember 2022 gibt es eine tägliche Zugverbindung zwischen Krakau und Vilnius. Der Zug fährt zwischen Krakau und Białystok als IC mit einer Garnitur der polnischen Eisenbahn PKP. Wegen fehlender litauischer Zulassungen für die polnischen Fahrzeuge muss in Mockava umgestiegen werden, obwohl die Normalspurfahrzeuge bis Kaunas fahren könnten. Der Umstieg erfolgt bahnsteiggleich. Die Züge warten aufeinander. Zwischen Kaunas und Vilnius fahren Dieseltriebwagen der litauischen Bahngesellschaft LTG Link. Auf der polnischen Seite findet in Białystok immer ein Lokwechsel statt, da die Strecke Richtung Litauen nicht elektrifiziert ist. Außerdem müssen die Züge in Suwalki die Fahrtrichtung wechseln. Durchgehende Fahrkarten sind bei der polnischen und der litauischen Bahn erhältlich. Der IC führt zwar auch Wagen der 1. Klasse. Fahrkarten dafür bekommt man allerdings nur für den polnischen Abschnitt.

#### Rail Baltica
Am 24. Januar 2024 erteilte Litauen die Genehmigung für den Eisenbahnknoten Kaunas der Rail Baltica. Neben dem Anschluss des innerstädtischen Bahnhofs wird eine Umfahrung der Stadt gebaut und nördlich von Kaunas eine Verladeanlage für kombinierten Verkehr errichtet.
Nordöstlich von Kaunas und westlich von Jonava quert die Strecke die Neris. Hier entsteht mit der 1510 m langen Nerisbrücke die längste Eisenbahnbrücke im Baltikum.

#### Zweigstrecke Kaunas–Vilnius
Weil die Rail Baltica zwar Kaunas, aber nicht die Hauptstadt Vilnius anbindet, hatte es bereits in der Planung Unstimmigkeiten zwischen Litauen und den übrigen Partnern gegeben. Man einigte sich schließlich auf den Kompromiss, diese Verbindung über eine Stichstrecke herzustellen.
Nach der Entscheidung über die Trassenführung zwischen Kaunas und Vilnius durch die litauische Regierung sollte die Planung im zweiten Quartal 2022 öffentlich ausgelegt werden. Inzwischen wird diese Stichstrecke wohl der zweiten Ausbauphase der Rail Baltica zugerechnet, zumal es eine parallele Breitspurstrecke gibt, die auch im Personenverkehr gut bedient wird.

### Polen
Der Abschnitt von der litauischen Grenze bis Warschau ist weitgehend eine Ausbaustrecke, die für Personenzüge auf eine Höchstgeschwindigkeit von 160 km/h, für Güterzüge auf 120 km/h ausgelegt wird. Die Gesamtkosten für den polnischen Streckenabschnitt betragen rund 1,8 Mrd. Euro und werden etwa zur Hälfte von der EU finanziert.
Der Abschnitt Trakiszki–Ełk soll bis 2027, der Abschnitt Ełk–Białystok 2028 fertiggestellt sein. Die Modernisierung des Abschnitts Białystok–Czyżew soll 2024 abgeschlossen werden. 2019 wurde die Strecke zwischen Czyżew und Sadowne erneuert. Die Modernisierungsarbeiten für den 67 km langen Abschnitt von Sadowne bis Warschau wurden 2015 abgeschlossen. Auf beiden Abschnitten wurden der Oberbau erneuert und Ingenieurbauwerke ertüchtigt.

## Bedeutung

### Wirtschaftliche Bedeutung
Die wirtschaftliche Bedeutung der Bahnstrecke wird überwiegend im Personenverkehr gesehen. Für 2046 werden knapp 52 Mio. Fahrgäste im Jahr auf der Strecke erwartet und knapp 11 Mio. t Ladung.
Im Personenverkehr werden nachfolgende Fahrzeiten von Tallinn aus veranschlagt:
- nach Riga 1:42 h
- nach Kaunas 3:18 h
- nach Vilnius 3:38 h
- nach Warschau 6:47 h
- nach Berlin 12:15 h

### Militärische Bedeutung
Obwohl als ziviles Verkehrsprojekt konzipiert, steht seit der russischen Annexion der Krim 2014 auch die militärische Bedeutung von Rail Baltica vermehrt im Fokus. Im Falle einer militärischen Bedrohung der baltischen Staaten durch Russland stünde der NATO als einzige Landverbindung für Truppentransporte die rund 65 Kilometer (Luftlinie) breite sogenannte Suwałki-Lücke zur Verfügung. Die Strecke der Rail Baltica verläuft durch diesen Korridor zwischen Kaliningrad und Belarus. Vorteilhaft ist dabei vor allem die Angleichung der Spurweite auf Normalspur und somit der Wegfall von Umlade- oder Umspurvorgängen. Im Fall einer militärischen Auseinandersetzung kann diese Strecke nicht unmittelbar mit russischen Breitspurfahrzeugen benutzt werden.
So hob der NATO-General Jörg Vollmer im Juni 2020 hervor, dass die Reaktionsfähigkeit der NATO in der Region von dem Bahnprojekt profitiere. Der litauische Verteidigungsminister Raimundas Karoblis hatte zuvor geäußert, dass die Strecke so gebaut werden sollte, dass die Standards für militärische Eisenbahntransporte eingehalten werden. Andererseits stellte eine Website der East StratCom Task Force der EU im November 2020 klar, dass es sich bei Rail Baltica nach wie vor um ein ziviles Verkehrsprojekt handelt, und reagierte damit auf eine Falschmeldung des russischen Nachrichtenportals Sputnik, in der behauptet wurde, dass Rail Baltica in erster Linie im Interesse der NATO errichtet wird.
Teile von Rail Baltica werden von der EU explizit aus einem Topf zur Verbesserung militärischer Mobilität gefördert. Die Vorschläge für diesen Topf konnten bis Januar 2022 eingereicht werden. Im April 2022 wurden die Berücksichtigung militärischer Anforderungen auf dem lettischen Teilstück von Rail Baltica und der Bau eines auch militärisch nutzbaren Umschlagterminals in Kaunas als zwei Projekte ausgewählt, die jeweils zu 50 % aus besagtem Topf finanziert werden sollen.

### Allgemein
- bac: Rail Baltica: Kostensteigerungen beim Bau. In: Eisenbahn-Revue International, Jg. 2024, Heft 8–9, S. 370–372.

### Planungen und Kosten-Nutzen-Rechnungen
in der Reihenfolge des Erscheinens
- Marta Jakubiec: The Rail Baltica and its impacts on the regions regarding the European Union. Diplomarbeit, Universität Dortmund 2007.
- Beate Schütz: Welchen Beitrag können die INTERREG-Verkehrsprojekte „COINCO“, „Rail Baltica“ und „SIC!“ zur Beseitigung des Fehlens von Nord-Süd-Korridoren leisten? Masterarbeit, Fachhochschule für Verwaltung und Rechtspflege, Berlin 2007.
- Jürgen Murach, Jürgen Roß: Rail Baltica Growth Corridor. Zwischen Vision und wirtschaftlicher Realität. In: Informationen zur Raumentwicklung, ISSN 0303-2493, Jg. 17 (2012), Heft 7/8: Europäische Verkehrskorridore und Raumentwicklung, S. 415–426.
- Milla Laisi, Juha Saranen: Integrating the Baltic States and Europe: Rail Baltica. In: International journal of business excellence, ISSN 1756-0047, Jg. 6 (2013), S. 251–269.

### Studien zum Tunnel zwischen Tallinn und Helsinki
- Usko Anttikoski. „Fixed transport connections across the Baltic from Finland to Sweden and Estonia. Preliminary feasibility assessment.“, 2007.
- „Emerald, Vision 2050“ (PDF; 4,0 MB) Greater Helsinki Vision 2050 – International Ideas Competition. 2007.
- Ilkka Vähäaho, Pekka Raudasmaa. „Feasibility Study, Helsinki–Tallinn, Railway Tunnel“ Geotechnical Division of the Real Estate Department of the City Of Helsinki, 2008.
- Jaakko Blomberg, Gunnar Okk. „Opportunities for Cooperation between Estonia and Finland 2008“ Prime Minister’s Office, Finland, 2008.